# Петер-Алексіс Альбрехт
Петер-Алексіс Альбрехт (нім. Peter-Alexis Albrecht; нар. 12 жовтня 1946, Ганновер, Німеччина) — німецький юрист та кримінолог.

## Життєпис
Альбрехт вивчав право та соціальні науки в Геттінгені. У 1977 році він завершив навчання та здобув докторський ступінь. З 1977 по 1991 рік Альбрехт проводив дослідження та викладав в університетах Мюнхена та Білефельда (1983—1991). У 1991 році він перейшов до Франкфуртського університету. В тамтешньому Інституті кримінальних наук та правової філософії він відтоді обіймав кафедру кримінального права та кримінології. З 1995 року він також протягом двох років був деканом юридичного факультету. 1 квітня 2012 року Петер-Алексіс Альбрехт вийшов на емеритуру.
З 1986 року Альбрехт входить до складу редакційної колегії та редакції журналу «нім. Kritische Vierteljahresschrift für Gesetzgebung und Rechtswissenschaft». Він є одним із двох членів правління Фонду доктора Вальтера та Маргарети Каєвіц.

## Наукова діяльність
Як кримінолог, Альбрехт дотримується перспективи, орієнтованої на етикетувальний підхід. Оскільки вся злочинність, зрештою, породжується самими інстанціями кримінально-правового контролю, злочинність слід розуміти як процес приписування (атрибуції) саме цими інстанціями. Саме ці процеси приписування необхідно досліджувати, а не «індивідуальні причини» злочинної поведінки. Тому Альбрехт закликає до «автономної кримінології», очищеної від будь-яких інтересів превенції.

## Нагороди та відзнаки
- У 2004 році Альбрехт був нагороджений Орденом «За заслуги перед Федеративною Республікою Німеччина» (Кавалерський хрест на стрічці) за багаторічну соціальну діяльність.[4]
- З 2005 року Петер-Алексіс Альбрехт також є почесним професором Національного морського університету Одеси.
- У 2016 році Альбрехту було присвоєно звання почесного доктора Національного юридичного університету імені Ярослава Мудрого (Харків).[5]

## Вибрані праці
Окрім докторської дисертації на тему «Про соціальну ситуацію звільнених довічно ув'язнених» (нім. Zur sozialen Situation entlassener Lebenslänglicher) та габілітаційної роботи «Перспективи та межі поліцейської превенції злочинності» (нім. Perspektiven und Grenzen polizeilicher Kriminalprävention), він написав, серед іншого, такі твори:
- з Крістіаном Пфайффером: Die Kriminalisierung junger Ausländer. Befunde und Reaktionen sozialer Kontrollinstanzen. München 1979, ISBN 3-7799-0639-2. (укр. «Криміналізація молодих іноземців. Результати та реакції інстанцій соціального контролю»)
- Jugendstrafrecht: ein Studienbuch 3. Auflage. München 2000, ISBN 3-406-46925-6. (укр. «Ювенальне кримінальне право: навчальний посібник»)
- Vom Unheil der Reformbemühungen im Strafverfahren. und Freiheit — zu Tode geschützt. In: Humanistische Union e. V. (Hrsg.): Innere Sicherheit als Gefahr. Berlin 2003, ISBN 3-930416-23-9, S. 48–64. (укр. «Про біду реформаторських зусиль у кримінальному процесі» та «Свобода – захищена до смерті»)
- Kriminologie. Eine Grundlegung zum Strafrecht. 4. Auflage. München 2010, ISBN 978-3-406-60007-4. (укр. «Кримінологія. Основи кримінального права»)
- Die vergessene Freiheit — Strafrechtsprinzipien in der europäischen Sicherheitsdebatte. Berliner Wissenschafts-Verlag, Berlin 2006, ISBN 3-8305-1269-4. (укр. «Забута свобода – принципи кримінального права в європейській дискусії про безпеку»)
- з Леслі Барухом Брентом, Інге Ламмель (ред.): Verstörte Kindheiten. Das Jüdische Waisenhaus in Pankow als Ort der Zuflucht, Geborgenheit und Vertreibung. Berliner Wissenschafts-Verlag, Berlin 2008, ISBN 978-3-8305-1571-5. (укр. «Розбиті дитинства. Єврейський сиротинець у Панкові як місце притулку, захисту та вигнання»)
- Der Weg in die Sicherheitsgesellschaft: Auf der Suche nach staatskritischen Absolutheitsregeln. Berliner Wissenschafts-Verlag, Berlin 2010, ISBN 978-3-8305-1763-4. (укр. «Шлях до суспільства безпеки: У пошуках державно-критичних абсолютних правил»)
- як ред.: Zeitströme. Lebenslinien im realen Sozialismus der DDR: Mitwirkung und Anpassung. Berliner Wissenschafts-Verlag, Berlin 2011, ISBN 978-3-8305-1897-6. (укр. «Потоки часу. Життєві лінії в реальному соціалізмі НДР: Участь та адаптація»)
- як ред.: ServiceWohnen als Zukunftsaufgabe einer alternden Gesellschaft. Berliner Wissenschafts-Verlag, Berlin 2011, ISBN 978-3-8305-1898-3. (укр. «Сервісне житло як завдання майбутнього для старіючого суспільства»)